# Рупа (Матуљи)
Рупа је насељено место у саставу општине Матуљи у Приморско-горанској жупанији, Република Хрватска.

## Историја
До територијалне реорганизације у Хрватској налазила се у саставу старе општине Опатија.

## Становништво
На попису становништва 2011. године, Рупа је имала 349 становника.

## Попис1991.
На попису становништва 1991. године, насељено место Рупа је имало 306 становника, следећег националног састава:
| Попис 1991.‍  | Попис 1991.‍  | Попис 1991.‍ | Попис 1991.‍ | Попис 1991.‍ |
| ------------ | ------------ | ----------- | ----------- | ----------- |
|              |              |             |             |             |
| Хрвати       | Хрвати       |             | 232         | 75,81%      |
| Словенци     | Словенци     |             | 63          | 20,58%      |
| Југословени  | Југословени  |             | 1           | 0,32%       |
| Срби         | Срби         |             | 1           | 0,32%       |
| неопредељени | неопредељени |             | 5           | 1,63%       |
| регион. опр. | регион. опр. |             | 4           | 1,30%       |
| укупно: 306  |              |             |             |             |